# 甘水村 (亞利桑那州)
甘水村（英語：Sweet Water Village）是位於美國亞利桑那州皮納爾縣的一個人口普查指定地區。根據2010年美國人口普查，該地共人口83人，而該地的面積約為2.07平方千米。

## 地理
甘水村的座標為33°07′12″N 111°50′16″W / 33.12000°N 111.83778°W，而該地最高點為海拔高度369米（即1211英尺）。